# Friedrich Theodor Fröhlich
Friedrich Theodor Fröhlich (Brugg, 20 febbraio 1803 – Aar, 16 ottobre 1836) è stato un compositore svizzero di musica romantica.

## Biografia
Friedrich Theodor Fröhlich nacque a Brugg, sesto figlio di una famiglia svizzera che viveva a Brugg. Suo fratello maggiore Abraham Emanuel Fröhlich fu sacerdote, scrittore e politico. Dopo aver completato il ginnasio a Zurigo, iniziò a studiare giurisprudenza a Basilea e poi a Berlino. Nel 1824 tornò ad Aarau a causa di una malattia. Lì prese lezioni di composizione musicale con Michael Traugott Pfeiffer. Nel 1826-1828 ricevette una borsa di studio dal governo cantonale di Argovia per andare a Berlino e prendere lezioni di musica da Carl Friedrich Zelter e Bernhard Klein. A Berlino conobbe Felix Mendelssohn Bartholdy.
Nel 1830 tornò in Svizzera. Sebbene Fröhlich ebbe a Berlino un certo successo, non ricevette alcun riconoscimento o sostegno per la sua arte nella città di Aarau. Ebbe notevoli problemi finanziari e anche coniugali che lo portarono alla depressione. Il 16 ottobre 1836 si suicidò gettandosi nel fiume Aar.

## Lavori
Il suo lavoro è composto da oltre 700 composizioni, di cui più di 300 per pianoforte e più di 300 per coro.

### Composizioni orchestrali
- Overture for Dyhrn's Konradin (1827)
- Symphony in A major (1828)
- Overture B major (1832)
- Overture for a Passion in F minor (1835)

### Musica da Camera
- Pastorale and rondo for oboe and piano (1824)
- Three sonatas for violin and piano (1826)
- Four string quartets (1826–32)
- Sonata for cello and piano in F minor (1830)
- Quintet for piano, 2 cellos and 2 horns (1833)
- Quartet for piano, violin, viola and cello (1835)
- Fantasia for violin and piano (1832)
- Fugue for string quartet (1828)

### Composizioni per piano
- Sonata in A major, op. 11 (1831)
- Six elegies, op. 15 (1833)
- Waltzes and Ländler
- Piano pieces for four hands

### Composizioni vocali
- Jesus, der Kinderfreund, cantata (1834)
- Der 137. Psalm (1827)
- Canticum Simeonis (24 December 1829)
- Totenfeier (1829)
- Stabat mater (dt.) (1829)
- Weihnachtskantate (1830)
- Gesang der Geister über den Wassern (Goethe) (1831)
- Meeresstille und glückliche Fahrt (Goethe) (1831)
- Passionskantate (1831)
- Das Unser Vater (1832)
- Litany (1832)
- Wem Gott will rechte Gunst erweisen (1833)
- Preis der Liebe (1834)
- 2nd Mass (1835)
- Der 1. Psalm (1836)
- Domine, Jesu Christe (1836)
- Various pieces and Lieder for choirs of men, women and children